# 이강석 (스피드스케이팅 선수)
이강석(1985년 2월 28일~)은 대한민국의 스피드 스케이팅 선수이다. 2006년 토리노 동계 올림픽 남자 500m에서 1, 2차 시기 합계 70초 43으로 미국의 조이 치크(69초 76)와 러시아의 드미트리 도로페예프(70초 41)에 이어 동메달을 땄다. 대한민국이 동계 올림픽 스피드 스케이팅에서 메달을 딴 것은 김윤만이 1992년 알베르빌 올림픽 1,000ｍ에서 은메달을 딴 이후 무려 14년만의 일이었다.
2005년 11월 캐나다 캘거리 월드컵에서 34초55로 500미터 대한민국 신기록을 세우며 세계기록 보유자 가토 조지에 이어 2위를 기록, 주목을 끌었으며, 2005/2006 시즌 최종 성적 1위를 차지했다. 이어진 2006/2007 시즌에서도 큰 활약을 보여주어 2007년 3월 3일 캐나다 캘거리에서 34초 43을 기록하며 자신의 한국 기록을 약 15개월 만에 갈아치운데 이어, 3월 9일 미국 솔트레이크시티에서 열린 2007 종목별 세계 선수권 대회에서 34초 25를 기록하며 세계 신기록을 세웠다.  한편 2007년 11월 9일 역시 미국 솔트레이크시티에서 열린 2007/2008 시즌 월드컵 1차 대회에서 캐나다의 제러미 워더스푼이 34초 03을 기록하여 그의 세계신기록을 경신하였고, 그는 같은 대회에서 34초 20으로 다시 한국 신기록을 세웠다.
 그 후 부상으로 다소 부진했으나, 2009년 3월 캐나다 밴쿠버에서 열린 세계 종목별 선수권 대회 500m 부문에서 금메달을 따며 화려하게 재기했다. 하지만 2010년 밴쿠버 겨울 올림픽 직전 정빙기 고장으로 2시간 30분 동안 대기하다 경기를 망치는 불운을 겪었다.

## 학력
- 의정부중앙초등학교
- 의정부중학교
- 의정부고등학교
- 한국체육대학교 체육학과

## 기록

### 개인 최고 기록
| 종목  | 기록        | 날짜         | 대회                           | 장소                | 기타 |
| ----- | ----------- | ------------ | ------------------------------ | ------------------- | ---- |
| 500m  | 34초 20     | 2007. 11. 09 | 2007-08 스피드 스케이팅 월드컵 | 미국 솔트레이크시티 | NR   |
| 1000m | 1분 08초 15 | 2007. 11. 11 |                                | 미국 솔트레이크시티 |      |
| 1500m | 1분 53초 93 | 2004. 10. 09 |                                | 캐나다 캘거리       |      |
| 3000m | 4분 16초 64 | 2001. 01. 30 |                                | 대한민국 서울       |      |
| 5000m | 7분 28초 09 | 2001. 01. 11 |                                | 대한민국 서울       |      |

### 대한민국/세계 신기록
| 종목 | 신기록       | 날짜         | 대회명                         | 장소                | 종전 기록              | 차이     | 주석 및 기타   |
| ---- | ------------ | ------------ | ------------------------------ | ------------------- | ---------------------- | -------- | -------------- |
| 500m | (NR) 34초 58 | 2005. 11. 19 | 2005-06 스피드 스케이팅 월드컵 | 미국 솔트레이크시티 | 2002년, 이규혁 34초 74 | - 0.16초 | 1차 레이스 2위 |
|      | (NR) 34초 55 | 2005. 11. 20 | 2005-06 스피드 스케이팅 월드컵 | 미국 솔트레이크시티 | 2005년, 이강석 34초 58 | - 0.03초 | 2차 레이스 2위 |
|      | (NR) 34초 43 | 2007. 03.0 3 | 2006-07 스피드 스케이팅 월드컵 | 캐나다 캘거리       | 2005년, 이강석 34초 55 | - 0.12초 | 2차 레이스 2위 |
|      | (WR) 34초 25 | 2007. 03. 09 | 2007년 세계종별선수권대회      | 미국 솔트레이크시티 | 가토 조지 34초 40      | - 0.18초 | 2차 레이스 1위 |
|      | (NR) 34초 20 | 2007. 11. 09 | 2007-08 스피드 스케이팅 월드컵 | 미국 솔트레이크시티 | 2007년, 이강석 34초 25 | - 0.05초 | 1차 레이스 2위 |